# José de Jesús Tirado Pedraza
José de Jesús Tirado Pedraza (* 31. März 1908 in Santa Ana Maya, Michoacán, Mexiko; † 8. Juli 1993) war Erzbischof von Monterrey.

## Leben
José de Jesús Tirado Pedraza empfing am 10. Mai 1931 das Sakrament der Priesterweihe für das Erzbistum Morelia.
Am 21. Mai 1963 ernannte ihn Papst Johannes XXIII. zum Titularbischof von Thelepte und bestellte ihn zum Weihbischof in Morelia. Der Erzbischof von Morelia, Luis María Altamirano y Bulnes, spendete ihm am 25. Juli desselben Jahres die Bischofsweihe; Mitkonsekratoren waren der Erzbischof von Yucatán, Ferdinando Ruiz y Solózarno, und der Weihbischof in Morelia, Salvador Martínez Silva. Am 1. April 1965 ernannte ihn Papst Paul VI. zum Bischof von Ciudad Victoria. José de Jesús Tirado Pedraza wurde am 25. Januar 1973 zum Titularbischof von Mevania ernannt und zum Weihbischof in Monterrey bestellt. Am 7. Dezember 1976 ernannte ihn Paul VI. zum Erzbischof von Monterrey.
Am 8. November 1983 nahm Papst Johannes Paul II. das von José de Jesús Tirado Pedraza aus Altersgründen vorgebrachte Rücktrittsgesuch an.
José de Jesús Tirado Pedraza nahm an der zweiten, dritten und vierten Sitzungsperiode des Zweiten Vatikanischen Konzils teil.